# Kainuu
Il Kainuu (in svedese Kajanaland) è una provincia della Finlandia. Fino al 2009 ha fatto parte della contea di Oulu, poi soppressa. Storicamente comprende il sud-est della regione storica dell'Ostrobotnia. Confina con l'Ostrobotnia settentrionale, il Savo Settentrionale, la Carelia Settentrionale e la Repubblica di Carelia in Russia. Il capoluogo amministrativo è Kajaani.

## Informazioni generali
Nel Kainuu ci sono 71 760 abitanti (al 31 ottobre 2020). La popolazione diminuisce costantemente a causa dell'emigrazione. La natura del Kainuu è caratterizzata dalle tipiche tunturi (le colline boschive della Lapponia), laghi e ampie aree boschive disabitate. Il 95 % della superficie del Kainuu è composta da boschi. Il clima è continentale. La selvaggina insieme al catrame sono stati per il Kainuu importanti prodotti d'esportazione fino alla fine del XIX secolo.

## Amministrazione
Come la gran parte delle altre province finlandesi, il Kainuu è governata da due diversi enti:
- la Federazione del Kainuu (Kainuun liitto) è la confederazione dei comuni, con un Consiglio provinciale nominato dai consiglieri comunali, e una relativa Giunta provinciale. Il suo compito è gestire le competenze comunali su un ambito spaziale più ampio e condiviso.
- l’Area di benessere del Kainuu (Kainuun hyvinvointialue) è l’ente sanitario provinciale, creato nel 2022 e con un Consiglio eletto direttamente dai cittadini, che tramite la relativa Giunta gestisce gli ospedali e i servizi assistenziali.[1]

Il primo ente è quello che nomina il direttore provinciale.
La provincia era inclusa nella contea di Oulu, oggi ridotta a un’Agenzia regionale col ruolo di prefettura statale. 

## Storia
Il Kainuu è stato colonizzato da Per Brahe nel XVII secolo dando ai coloni dieci anni di esenzione fiscale. Il Kainuu così si popolò di finlandesi, dal momento che c'era il rischio di uno spostamento di russi nell'area da est e da nord. Il castello di Kajaani costruito su un'isola del fiume Kajaaninjoki in realtà non faceva parte della città, ma era una fortezza di difesa separata del regno svedese. I coloni del Kainuu giunsero principalmente dall'area del Savo.
Durante la guerra d'inverno, molte battaglie ebbero luogo nella regione del Kainuu. Kajaani fu fortemente colpita dai bombardamenti.
Durante gli anni settanta è iniziata la veloce emigrazione dalla zona, dal momento che l'economia agricola dei piccoli coltivatori non andava più bene come nel passato, e molte delle occupazioni del passato non esistevano più.
Il 1º gennaio 2005 il Kainuu ha iniziato un processo di amministrazione sperimentale della durata di otto anni in cui parte dei compiti dei comuni e dello stato è stata assegnata al consiglio provinciale. Come direttore della provincia il 31 gennaio 2005 è stato scelto Hannu Leskinen. Nella provincia sperimentale del Kainuu vi era come obiettivo quello di trasferire il potere dei consigli comunali di otto comuni del Kainuu al consiglio provinciale, in modo da potenziare la produzione dei servizi. Qualora la provincia non fosse riuscita nel suo compito, era stato pianificato di tentare l'accorpamento dei comuni, da otto a quattro. Il tutto si risolse in un fiasco e non si fece nulla.
Fino al 2016 faceva parte della provincia anche il comune di Vaala, poi passato all'Ostrobotnia Settentrionale.

## Comuni
All'inizio del 2016 nel Kainuu vi sono otto comuni, di cui due sono città. Nella seguente lista le città sono evidenziate in grassetto:
- Hyrynsalmi
- Kajaani
- Kuhmo
- Paltamo
- Puolanka
- Ristijärvi
- Sotkamo
- Suomussalmi
- Vuolijoki (inglobato dalla città di Kajaani dal 1º gennaio 2007)

## Distretti
All'inizio del 2005 nel Kainuu vi sono due distretti:
- Distretto di Kajaani
- Distretto di Kehys-Kainuu